# Francesca Schiavone
Pour les articles homonymes, voir Schiavone.

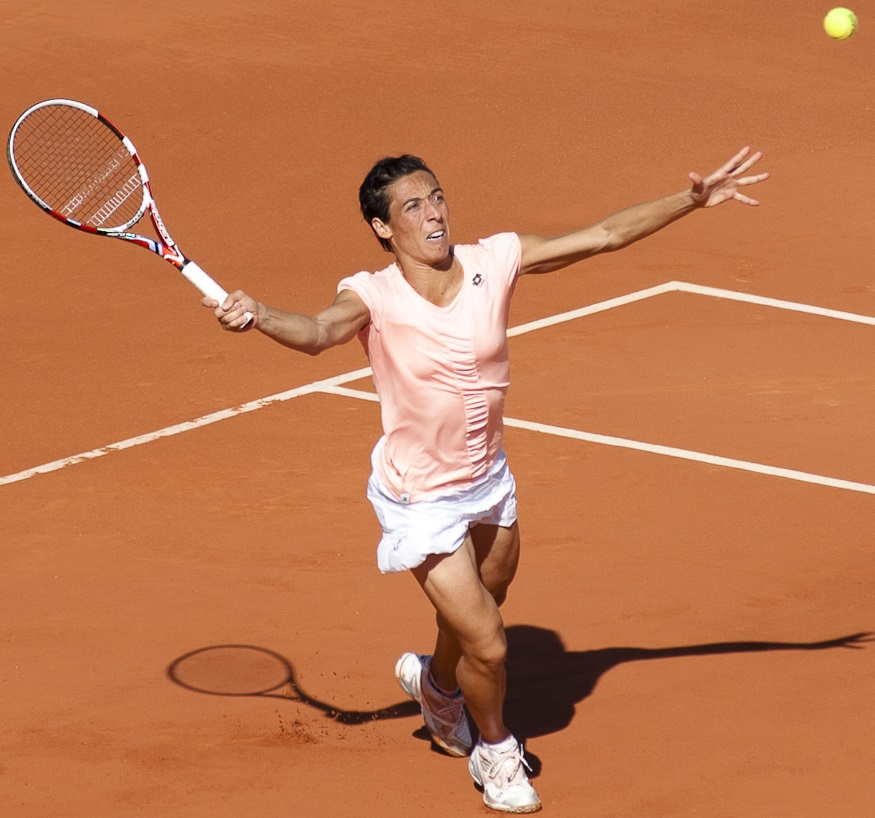
Francesca Schiavone
à Roland-Garros 2011.

Francesca Schiavone, née le 23 juin 1980 à Milan, est une joueuse de tennis italienne, professionnelle de 1998 à 2018.
Le 5 juin 2010, elle bat Samantha Stosur en finale de Roland-Garros et devient la première Italienne à remporter un tournoi du Grand Chelem. C'est alors son quatrième titre en simple après douze ans de carrière. Elle gagne ensuite quatre autres titres en simple. Elle remporte par ailleurs sept tournois en double et, en équipe nationale, trois fois la Fed Cup.

## Carrière tennistique
Très accrocheuse et dotée d'un jeu varié, Francesca Schiavone connaît une progression régulière au classement WTA dès qu'elle devient professionnelle en 1998. Entre 2003 et 2010, elle demeure le plus souvent dans le club des vingt meilleures joueuses mondiales. Moins puissante que la plupart de ses concurrentes, il lui faut néanmoins patienter jusqu'en juillet 2007 (après huit finales perdues), pour remporter le premier titre en simple de sa carrière à l'Open d'Autriche. À l'occasion de l'Open de Dubaï en 2008, elle élimine la numéro un mondiale Justine Henin, laquelle restait sur dix-sept succès consécutifs dans cette compétition. En octobre 2009, elle triomphe dans la très relevée Coupe du Kremlin puis, en avril 2010, à l'Open de Barcelone.
C'est cependant en Fed Cup que Francesca Schiavone s'est longtemps le mieux illustrée. En septembre 2006, avec l'équipe italienne, elle crée la surprise en arrachant l'épreuve face à la Belgique favorite emmenée par Henin. Si, en 2008, elle n'empêche pas le triomphe attendu des Russes en finale, elle participe à nouveau au succès de son pays en 2009 et 2010 contre les États-Unis.
Habile joueuse de double, Francesca Schiavone a enfin gagné sept tournois à ce jour dans cette spécialité (dont l'Open de Tokyo en 2009 aux côtés d'Alisa Kleybanova) et atteint la finale à Roland-Garros en 2008 aux côtés de Casey Dellacqua.

### 2010. Première et unique victoire enGrand Chelemà Roland-Garros et meilleure saison
Francesca Schiavone se hisse jusqu'en huitième de finale à l'Open d'Australie en battant les Françaises Alizé Cornet (0-6, 7-5, 6-0) et Julie Coin, puis bat facilement (6-2, 6-2) la 10e mondiale Agnieszka Radwańska avant d'être vaincue dans un match décousu en trois manches (6-3, 2-6, 1-6) face à l'Américaine Venus Williams, 6e mondiale.
Sur la terre battue, d'abord au tournoi de Barcelone en tant que tête de série numéro un, elle remporte facilement le titre sans perdre le moindre set, en pulvérisant Roberta Vinci (6-1, 6-1) en finale.
Elle réalise l'exploit de sa carrière en remportant Roland-Garros alors 17e mondiale. Elle bat la Chinoise Li Na au troisième tour, 12e mondiale (6-4, 6-2), puis en huitième la Russe Maria Kirilenko (6-4, 6-4) tête de série no 30. Après Schiavone devient la première Italienne de l'ère Open à atteindre une demi-finale en Grand Chelem grâce à sa victoire en quart contre la Danoise Caroline Wozniacki (6-2, 6-3), alors no 3 mondiale, puis elle devient la première Italienne en finale d'un Grand Chelem en profitant de l'abandon d'Elena Dementieva no 5 mondiale, après le gain du premier set (7-63). En finale, elle s'impose le 5 juin en dominant la puncheuse Australienne Samantha Stosur no 7 mondiale et pourtant favorite, en deux sets accrochés (6-4, 7-62), au terme d'1 h 38 de jeu conduit avec audace et détermination, remportant ainsi son seul et unique titre du Grand Chelem, le plus important de sa carrière,. À la suite de cette victoire, Schiavone bondit de la 17e à la 6e place au classement WTA (le meilleur jamais atteint par une Italienne depuis 1968). Outre la dotation du tournoi de 1 120 000 euros promis à la gagnante, elle empoche une prime de 400 000 euros que lui avait promis la Fédération italienne de tennis (en) à l'issue de sa victoire en demi-finale.
Si la suite de sa saison est plus hésitante, réalisant des contre-performances, elle rebondit en fin d'année à l'US Open en se hissant facilement en quart de finale après sa victoire rapide (6-3, 6-0) contre la Russe Anastasia Pavlyuchenkova. Elle perd à nouveau contre Venus Williams (65-7, 4-6).
Elle fait une demie à l'Open de Tokyo, perdant (4-6, 5-7) contre la Russe Elena Dementieva. Et pour son dernier tournoi de l'année, après être parvenue à se qualifier pour les prestigieux Masters de Doha de fin de saison, placée dans le groupe 1, perdant contre Samantha Stosur et Caroline Wozniacki, avant de prendre sa revanche (6-4, 6-2) contre Dementieva (qui était le dernier match en carrière de la Russe) mais était déjà éliminée de la compétition.

### 2011. Quart de finale à l'Open d'Australie et meilleur classement en carrière
Le 31 janvier 2011, elle atteint la 4e place mondiale au bénéfice de son quart de finale à l'Open d'Australie 2011 (son meilleur résultat à Melbourne). Après un début difficile notamment contre Rebecca Marino au second tour gagnée sur le fil (6-3, 5-7, 9-7), puis un huitième de finale mémorable et haletant contre Svetlana Kuznetsova de 4 h 44 de jeu bouclé après un dernier set de folie (6-4, 1-6, 16-14). Elle perdra au tour suivant, fatiguée de son match précédent contre Caroline Wozniacki (6-3, 3-6, 3-6), alors 1re mondiale, malgré une bonne résistance.
En début de la saison sur terre battue, elle s'arrête en quart du tournoi de Rome contre Samantha Stosur en deux set.
Le 4 juin, elle dispute la finale de Roland-Garros pour la deuxième année consécutive. Tête de série numéro 5, elle passe difficilement en huitième Jelena Janković 10e mondiale (6-3, 2-6, 6-4), puis encore plus en quart contre la Russe Anastasia Pavlyuchenkova 15e mondiale, (1-6, 7-5, 7-5) montrant la force d'une championne défendant son titre et ainsi se qualifier pour le dernier carré. À ce stade, elle bat facilement la Française Marion Bartoli, 11e mondiale, (6-3, 6-3) et se qualifie ainsi pour sa deuxième finale de Grand Chelem,. Elle affronte à nouveau comme l'année précédente la Chinoise Li Na, 7e mondiale, mais perd cette fois-ci et pour le coup son titre, en deux sets (4-6, 60-7) et 1h48 de jeu.
À l'US Open elle passe ses tours avec des adversaires modestes (aucune top 50), et perd en huitième face à Anastasia Pavlyuchenkova (7-5, 3-6, 4-6).

### 2012 à 2018. Déclin progressif
En 2012, elle réalise une demi-finale à Brisbane alors 11e mondiale, après une victoire difficile (5-7, 7-62, 6-3) contre Jelena Janković au tour précédent avant de chuter de façon surprenante contre Kaia Kanepi, future gagnante.
Par la suite, elle réalise des contre-performances (enchaînant même des défaites consécutives) mais refait surface sur terre battue avec un titre au tournoi de Strasbourg après n'avoir affronté aucune top 50, sans perdre de set et battant en finale Alizé Cornet (6-4, 6-4) en 1 h 43, remportant son premier titre depuis deux ans. Alors finaliste sortante, elle réalise une grosse contre-performance à Roland-Garros en perdant au troisième tour contre Varvara Lepchenko (6-3, 3-6, 8-6) après le gain du premier set et d'une dernière manche accrochée, après trois heures et deux minutes.
Elle réalise sa meilleure marque sur herbe à Wimbledon, battant la locale Laura Robson, Kristýna Plíšková et Klára Zakopalová en n'ayant perdu qu'un set mais perd contre une autre Tchèque Petra Kvitová (6-4, 5-7, 1-6) dans un match accroché après avoir lâché à la fin du second set.
En 2013, elle réalise un début d'année catastrophique avec quatre défaites consécutives.
De retour sur terre battue, elle remporte son sixième titre à Marrakech sans perdre de set, battant une seule top 50 en quart, Alizé Cornet (6-4, 6-4), et dominant en finale Lourdes Domínguez Lino (6-1, 6-3). Puis à Roland-Garros, elle se qualifie pour les huitièmes en ayant battu deux têtes de séries : Kirsten Flipkens (6-1, 4-6, 6-3) et Marion Bartoli (6-2, 6-1) ; avant de perdre sèchement (3-6, 0-6) contre la Biélorusse Victoria Azarenka en 1 h 11.
En 2014, elle réalise un début d'année catastrophique comme l'année passée avec sept défaites consécutives.
À Rome elle va au troisième tour après des victoires sur Eugenie Bouchard et Garbiñe Muguruza (3-6, 6-1, 7-65) toutes deux mieux classées que Schiavone, mais perd contre Agnieszka Radwańska en deux sets.
Elle atteint à nouveau des demi-finales : à Bakou, Hong Kong et le WTA 125 de Limoges.
En 2015, à Anvers en février, elle passe les qualifications et bat facilement (6-1, 6-1) la 10e mondiale Angelique Kerber, avant de perdre en deux sets contre Carla Suárez Navarro en quart.
À Roland-Garros, elle réalise encore un gros match dantesque contre la Russe Svetlana Kuznetsova alors 18e mondiale, qu'elle arrive à battre au bout du souffle (611-7, 7-5, 10-8) en 3 h 50. Mais perd au tour suivant contre la novice Andreea Mitu.
Enfin elle signe une autre demie à Limoges.
En 2016, au tournoi de Rio de Janeiro elle remporte son septième titre à 35 ans, après avoir battu deux qualifiées, Tatjana Malek et Shelby Rogers en finale (2-6, 6-2, 6-2) sur son parcours.
En 2017 après une seule victoire en Fed Cup cette année, elle arrive en avril au tournoi de Bogota, remportant son huitième titre à 36 ans. Après des victoires sur Kiki Bertens, Johanna Larsson et Lara Arruabarrena en finale (6-4, 7-5) sans perdre le moindre set de la semaine,.
Elle annonce en septembre 2018 qu'elle prend sa retraite.
Sur son compte Twitter, elle annonce le 13 décembre 2019, avoir vaincu un cancer.

## Palmarès

### Titres en simple dames
| No | Date       | Nom et lieu du tournoi                   | Catégorie | Dotation    | Surface      | Finaliste              | Score         |          |
| -- | ---------- | ---------------------------------------- | --------- | ----------- | ------------ | ---------------------- | ------------- | -------- |
| 1  | 23-07-2007 | Gastein Ladies, Bad Gastein              | Tier III  | 175 000 $   | Terre (ext.) | Yvonne Meusburger      | 6-1, 6-4      | Parcours |
| 2  | 19-10-2009 | Kremlin Cup, Moscou                      | Premier   | 1 000 000 $ | Dur (int.)   | Olga Govortsova        | 6-3, 6-0      | Parcours |
| 3  | 12-04-2010 | Barcelona Ladies Open, Barcelone         | Intern'l  | 220 000 $   | Terre (ext.) | Roberta Vinci          | 6-1, 6-1      | Parcours |
| 4  | 23-05-2010 | Roland-Garros, Paris                     | G. Chelem | 9 938 926 $ | Terre (ext.) | Samantha Stosur        | 6-4, 7-62     | Parcours |
| 5  | 21-05-2012 | Internationaux de Strasbourg, Strasbourg | Intern'l  | 220 000 $   | Terre (ext.) | Alizé Cornet           | 6-4, 6-4      | Parcours |
| 6  | 22-04-2013 | GP Princesse Lalla Meryem, Marrakech     | Intern'l  | 235 000 $   | Terre (ext.) | Lourdes Domínguez Lino | 6-1, 6-3      | Parcours |
| 7  | 15-02-2016 | Rio Open by Claro, Rio de Janeiro        | Intern'l  | 250 000 $   | Terre (ext.) | Shelby Rogers          | 2-6, 6-2, 6-2 | Parcours |
| 8  | 10-04-2017 | Claro Open Colsanitas, Bogota            | Intern'l  | 250 000 $   | Terre (ext.) | Lara Arruabarrena      | 6-4, 7-5      | Parcours |

### Finales en simple dames
| No | Date       | Nom et lieu du tournoi                             | Catégorie | Dotation     | Surface         | Vainqueure               | Score         |          |
| -- | ---------- | -------------------------------------------------- | --------- | ------------ | --------------- | ------------------------ | ------------- | -------- |
| 1  | 12-06-2000 | Tashkent Open, Tachkent                            | Tier IVa  | 140 000 $    | Dur (ext.)      | Iroda Tulyaganova        | 6-3, 2-6, 6-3 | Parcours |
| 2  | 06-01-2003 | Canberra Women’s Classic, Canberra                 | Tier V    | 110 000 $    | Dur (ext.)      | Meghann Shaughnessy      | 6-1, 6-1      | Parcours |
| 3  | 12-09-2005 | Wismilak International, Bali                       | Tier III  | 225 000 $    | Dur (ext.)      | Lindsay Davenport        | 6-2, 6-4      | Parcours |
| 4  | 10-10-2005 | Ladies Kremlin Cup, Moscou                         | Tier I    | 1 300 000 $  | Moquette (int.) | Mary Pierce              | 6-4, 6-3      | Parcours |
| 5  | 24-10-2005 | Gaz de France Stars, Hasselt                       | Tier III  | 170 000 $    | Moquette (int.) | Kim Clijsters            | 6-2, 6-3      | Parcours |
| 6  | 09-01-2006 | Medibank International, Sydney                     | Tier II   | 600 000 $    | Dur (ext.)      | Justine Henin Hardenne   | 4-6, 7-5, 7-5 | Parcours |
| 7  | 03-04-2006 | Bausch & Lomb Championships, Amelia Island         | Tier II   | 600 000 $    | Terre (ext.)    | Nadia Petrova            | 6-4, 6-4      | Parcours |
| 8  | 25-09-2006 | FORTIS Championships, Luxembourg                   | Tier II   | 600 000 $    | Dur (int.)      | Alona Bondarenko         | 6-3, 6-2      | Parcours |
| 9  | 13-07-2009 | ECM Open, Prague                                   | Intern'l  | 220 000 $    | Terre (ext.)    | Sybille Bammer           | 7-64, 6-2     | Parcours |
| 10 | 12-10-2009 | HP Japan Women's Open Tennis, Osaka                | Intern'l  | 220 000 $    | Dur (ext.)      | Samantha Stosur          | 7-5, 6-1      | Parcours |
| 11 | 22-05-2011 | Roland-Garros, Paris                               | G. Chelem | 10 676 582 $ | Terre (ext.)    | Li Na                    | 6-4, 7-60     | Parcours |
| 12 | 01-05-2017 | Grand Prix De SAR La Princesse Lalla Meryem, Rabat | Intern'l  | 250 000 $    | Terre (ext.)    | Anastasia Pavlyuchenkova | 7-5, 7-5      | Parcours |

### Titres en double dames
| No | Date       | Nom et lieu du tournoi          | Catégorie | Dotation    | Surface         | Partenaire       | Finalistes                             | Score          |          |
| -- | ---------- | ------------------------------- | --------- | ----------- | --------------- | ---------------- | -------------------------------------- | -------------- | -------- |
| 1  | 23-07-2001 | Idea Prokom Open Sopot          | Tier III  | 170 000 $   | Terre (ext.)    | Joannette Kruger | Yuliya Beygelzimer Anastasia Rodionova | 6-4, 6-0       | Parcours |
| 2  | 26-04-2004 | J&S Cup Varsovie                | Tier II   | 585 000 $   | Terre (ext.)    | Silvia Farina    | Gisela Dulko Patricia Tarabini         | 3-6, 6-2, 6-1  | Parcours |
| 3  | 21-02-2005 | Qatar Total Open Doha           | Tier II   | 600 000 $   | Dur (ext.)      | Alicia Molik     | Cara Black Liezel Huber                | 6-3, 6-4       | Parcours |
| 4  | 20-02-2006 | Duty Free Women’s Open Dubaï    | Tier II   | 1 000 000 $ | Dur (ext.)      | Květa Peschke    | Svetlana Kuznetsova Nadia Petrova      | 3-6, 7-61, 6-3 | Parcours |
| 5  | 25-09-2006 | FORTIS Championships Luxembourg | Tier II   | 600 000 $   | Dur (int.)      | Květa Peschke    | Anna-Lena Grönefeld Liezel Huber       | 2-6, 6-4, 6-1  | Parcours |
| 6  | 09-10-2006 | Kremlin Cup Moscou              | Tier I    | 1 340 000 $ | Moquette (int.) | Květa Peschke    | Iveta Benešová Galina Voskoboeva       | 6-4, 6-74, 6-1 | Parcours |
| 7  | 27-09-2009 | Toray Pan Pacific Open Tokyo    | Premier 5 | 2 000 000 $ | Dur (ext.)      | Alisa Kleybanova | Daniela Hantuchová Ai Sugiyama         | 6-4, 6-2       | Parcours |

### Finales en double dames
| No | Date       | Nom et lieu du tournoi                | Catégorie | Dotation    | Surface         | Vainqueures                          | Partenaire            | Score             |          |
| -- | ---------- | ------------------------------------- | --------- | ----------- | --------------- | ------------------------------------ | --------------------- | ----------------- | -------- |
| 1  | 28-04-2003 | J&S Cup Varsovie                      | Tier II   | 700 000 $   | Terre (ext.)    | Liezel Huber Magdalena Maleeva       | Eléni Daniilídou      | 3-6, 6-4, 6-2     | Parcours |
| 2  | 21-07-2003 | Bank of the West Classic Stanford     | Tier II   | 635 000 $   | Dur (ext.)      | Cara Black Lisa Raymond              | Cho Yoon-jeong        | 7-65, 6-1         | Parcours |
| 3  | 09-02-2004 | Open Gaz de France Paris              | Tier II   | 585 000 $   | Moquette (int.) | Barbara Schett Patty Schnyder        | Silvia Farina         | 6-3, 6-2          | Parcours |
| 4  | 03-10-2005 | Porsche Tennis Grand Prix Filderstadt | Tier II   | 650 000 $   | Dur (int.)      | Daniela Hantuchová Anastasia Myskina | Květa Peschke         | 6-0, 3-6, 7-5     | Parcours |
| 5  | 15-05-2006 | Internazionali d'Italia Rome          | Tier I    | 1 340 000 $ | Terre (ext.)    | Daniela Hantuchová Ai Sugiyama       | Květa Peschke         | 3-6, 6-3, 6-1     | Parcours |
| 6  | 15-10-2007 | Zürich Open Zurich                    | Tier I    | 1 340 000 $ | Dur (int.)      | Květa Peschke Rennae Stubbs          | Lisa Raymond          | 7-5, 7-61         | Parcours |
| 7  | 25-05-2008 | Roland-Garros Paris                   | G. Chelem | 9 711 335 $ | Terre (ext.)    | Anabel Medina Virginia Ruano Pascual | Casey Dellacqua       | 2-6, 7-5, 6-4     | Parcours |
| 8  | 09-04-2012 | Barcelona Ladies Open Barcelone       | Intern'l  | 220 000 $   | Terre (ext.)    | Sara Errani Roberta Vinci            | Flavia Pennetta       | 6-0, 6-2          | Parcours |
| 9  | 24-02-2014 | Brasil Tennis Cup Florianópolis       | Intern'l  | 250 000 $   | Dur (ext.)      | Anabel Medina Yaroslava Shvedova     | Sílvia Soler Espinosa | 7-61, 2-6, [10-3] | Parcours |

## Parcours en Grand Chelem

### En simple dames
| Année | Open d'Australie                                    | Open d'Australie   | Internationaux de France                                | Internationaux de France                     | Wimbledon       | Wimbledon         | US Open                                            | US Open           |
| ----- | --------------------------------------------------- | ------------------ | ------------------------------------------------------- | -------------------------------------------- | --------------- | ----------------- | -------------------------------------------------- | ----------------- |
| 1999  | -                                                   | -                  | -                                                       | -                                            | -               | -                 | Q1 \|\| style="text-align:left" \| Renata Kolbovic |                   |
| 2000  | -                                                   | -                  | Q3 \|\| style="text-align:left" \| Magdalena Grzybowska | Q1 \|\| style="text-align:left" \| Gréta Arn | 3e tour (1/16)  | Jelena Dokić      |                                                    |                   |
| 2001  | 1er tour (1/64)                                     | Rita Kuti-Kis      | 1/4 de finale                                           | Martina Hingis                               | 2e tour (1/32)  | Jennifer Capriati | 1er tour (1/64)                                    | Virginia Ruano    |
| 2002  | 3e tour (1/16)                                      | Monica Seles       | 3e tour (1/16)                                          | Vera Zvonareva                               | 2e tour (1/32)  | Serena Williams   | 4e tour (1/8)                                      | Elena Bovina      |
| 2003  | 1er tour (1/64)                                     | Anca Barna         | 2e tour (1/32)                                          | Julia Vakulenko                              | 3e tour (1/16)  | Shinobu Asagoe    | 1/4 de finale                                      | Jennifer Capriati |
| 2004  | 2e tour (1/32)                                      | Elena Likhovtseva  | 4e tour (1/8)                                           | Jennifer Capriati                            | 2e tour (1/32)  | Tatiana Golovin   | 4e tour (1/8)                                      | Amélie Mauresmo   |
| 2005  | 3e tour (1/16)                                      | Nathalie Dechy     | 4e tour (1/8)                                           | Ana Ivanović                                 | 1er tour (1/64) | Kristina Brandi   | 3e tour (1/16)                                     | Serena Williams   |
| 2006  | 4e tour (1/8)                                       | Kim Clijsters      | 4e tour (1/8)                                           | Svetlana Kuznetsova                          | 1er tour (1/64) | Melanie South     | 3e tour (1/16)                                     | Shahar Peer       |
| 2007  | 2e tour (1/32)                                      | Lucie Šafářová     | 3e tour (1/16)                                          | Dinara Safina                                | 2e tour (1/32)  | Aravane Rezaï     | 2e tour (1/32)                                     | Tamira Paszek     |
| 2008  | 3e tour (1/16)                                      | Justine Henin      | 3e tour (1/16)                                          | Victoria Azarenka                            | 2e tour (1/32)  | Anabel Medina     | 2e tour (1/32)                                     | Anne Keothavong   |
| 2009  | 1er tour (1/64)                                     | Peng Shuai         | 1er tour (1/64)                                         | Samantha Stosur                              | 1/4 de finale   | Elena Dementieva  | 4e tour (1/8)                                      | Li Na             |
| 2010  | 4e tour (1/8)                                       | Venus Williams     | Victoire                                                | Samantha Stosur                              | 1er tour (1/64) | Vera Dushevina    | 1/4 de finale                                      | Venus Williams    |
| 2011  | 1/4 de finale                                       | Caroline Wozniacki | Finale                                                  | Li Na                                        | 3e tour (1/16)  | Tamira Paszek     | 4e tour (1/8)                                      | A. Pavlyuchenkova |
| 2012  | 2e tour (1/32)                                      | Romina Oprandi     | 3e tour (1/16)                                          | Varvara Lepchenko                            | 4e tour (1/8)   | Petra Kvitová     | 1er tour (1/64)                                    | Sloane Stephens   |
| 2013  | 1er tour (1/64)                                     | Petra Kvitová      | 4e tour (1/8)                                           | Victoria Azarenka                            | 1er tour (1/64) | Sabine Lisicki    | 1er tour (1/64)                                    | Serena Williams   |
| 2014  | 1er tour (1/64)                                     | Dominika Cibulková | 1er tour (1/64)                                         | Ajla Tomljanović                             | 1er tour (1/64) | Ana Ivanović      | 1er tour (1/64)                                    | Vania King        |
| 2015  | 1er tour (1/64)                                     | Coco Vandeweghe    | 3e tour (1/16)                                          | Andreea Mitu                                 | 1er tour (1/64) | Sara Errani       | 1er tour (1/64)                                    | Yanina Wickmayer  |
| 2016  | Q2 \|\| style="text-align:left" \| Virginie Razzano | 1er tour (1/64)    | Kristina Mladenovic                                     | 2e tour (1/32)                               | Simona Halep    | 1er tour (1/64)   | Svetlana Kuznetsova                                |                   |
| 2017  | 1er tour (1/64)                                     | Julia Boserup      | 1er tour (1/64)                                         | Garbiñe Muguruza                             | 2e tour (1/32)  | Elina Svitolina   | 1er tour (1/64)                                    | Kaia Kanepi       |
| 2018  | 1er tour (1/64)                                     | Jeļena Ostapenko   | 1er tour (1/64)                                         | Viktória Kužmová                             | -               | -                 | -                                                  | -                 |

À droite du résultat, l’ultime adversaire.

### En double dames
N.B. : le nom du ou de la partenaire se trouve sous le résultat ; le nom des ultimes adversaires se trouve à droite.

### En double mixte
| Année | Open d'Australie             | Open d'Australie            | Internationaux de France    | Internationaux de France | Wimbledon                    | Wimbledon                  | US Open                    | US Open                  |
| ----- | ---------------------------- | --------------------------- | --------------------------- | ------------------------ | ---------------------------- | -------------------------- | -------------------------- | ------------------------ |
| 2002  | -                            | -                           | -                           | -                        | 2e tour (1/16) A. Florent    | Rennae Stubbs Jared Palmer | -                          | -                        |
| 2003  | -                            | -                           | 2e tour (1/8) Chris Haggard | Lisa Raymond Mike Bryan  | -                            | -                          | -                          | -                        |
| 2006  | -                            | -                           | -                           | -                        | 1er tour (1/32) Lucas Arnold | Claire Curran J. Auckland  | 1er tour (1/16) Jim Thomas | Shaughnessy J. Gimelstob |
| 2007  | 1/2 finale J. Björkman       | V. Azarenka Max Mirnyi      | -                           | -                        | -                            | -                          | -                          | -                        |
| 2009  | 1er tour (1/16) Jeff Coetzee | M. Santangelo Simon Aspelin | -                           | -                        | -                            | -                          | -                          | -                        |
| 2013  | -                            | -                           | -                           | -                        | 2e tour (1/16) Rajeev Ram    | Liezel Huber Marcelo Melo  | -                          | -                        |

Sous le résultat, le partenaire ; à droite, l’ultime équipe adverse.

## Parcours en «Premier Mandatory» et «Premier 5»
Découlant d'une réforme du circuit WTA inaugurée en 2009, les tournois WTA « Premier Mandatory » et « Premier 5 » constituent les catégories d'épreuves les plus prestigieuses, après les quatre levées du Grand Chelem.

### En simple dames
| Année |              | Premier Mandatory           | Premier Mandatory                | Premier Mandatory                | Premier Mandatory           |       | Premier 5 | Premier 5                     | Premier 5                     | Premier 5                  | Premier 5                    | Premier 5 | Premier 5                    |
| Année | Indian Wells | Miami                       | Madrid                           | Pékin                            |                             | Dubaï | Rome      | Canada                        | Cincinnati                    |                            | Tokyo                        |           |                              |
| Année | Indian Wells | Miami                       | Madrid                           | Pékin                            |                             | Doha  | Rome      | Canada                        | Cincinnati                    |                            | Wuhan                        |           |                              |
| Année | Indian Wells | Miami                       | Madrid                           | Pékin                            |                             |       | Rome      | Canada                        | Cincinnati                    |                            |                              |           |                              |
| 2009  |              | 1er tour (1/64) S. Stosur   | 2e tour (1/32) Á. Szávay         | 3e tour (1/8) V. Dushevina       | 2e tour (1/16) V. Zvonareva |       |           | 2e tour (1/16) M. Bartoli     | 2e tour (1/16) A. Ivanović    | 2e tour (1/16) S. Peer     | 1er tour (1/32) Y. Wickmayer |           | 1er tour (1/32) M. Sharapova |
| 2010  |              | 3e tour (1/16) A. Rezaï     | 3e tour (1/16) A. Pavlyuchenkova | 3e tour (1/8) V. Williams        | 1/4 de finale V. Zvonareva  |       |           | 2e tour (1/16) O. Govortsova  | 2e tour (1/16) M. J. Martínez | 1/4 de finale C. Wozniacki | 2e tour (1/16) E. Vesnina    |           | 1/2 finale E. Dementieva     |
| 2011  |              | 4e tour (1/8) S. Peer       | 4e tour (1/8) A. Radwańska       | 3e tour (1/8) B. Mattek          | 2e tour (1/16) D. Cibulková |       |           | 3e tour (1/8) S. Kuznetsova   | 1/4 de finale S. Stosur       | 3e tour (1/8) L. Šafářová  | 3e tour (1/8) J. Janković    |           |                              |
| 2012  |              | 3e tour (1/16) L. Šafářová  | 2e tour (1/32) K. Pervak         | 1er tour (1/32) V. Lepchenko     | 1er tour (1/32) Li N.       |       |           | 2e tour (1/16) Y. Wickmayer   | 1er tour (1/32) E. Makarova   |                            | 1er tour (1/32) C. Giorgi    |           | 2e tour (1/16) S. Stosur     |
| 2013  |              | 2e tour (1/32) M. Sharapova | 2e tour (1/32) A. Kerber         | 1er tour (1/32) M. T. Torró Flor | 2e tour (1/16) S. Williams  |       |           | 1er tour (1/32) M. Bartoli    | 1er tour (1/32) K. Bertens    | 2e tour (1/16) S. Williams |                              |           | 1er tour (1/32) A. Wozniak   |
| 2014  |              | 2e tour (1/32) S. Stosur    | 1er tour (1/64) Y. Shvedova      | 2e tour (1/16) S. Errani         | 1er tour (1/32) S. Stosur   |       |           | 1er tour (1/32) M. Rybáriková | 3e tour (1/8) A. Radwańska    |                            |                              |           | 1er tour (1/32) K. Flipkens  |
| 2015  |              | 1er tour (1/64) Zhu Lin     |                                  | 1er tour (1/32) C. Dellacqua     |                             |       |           |                               | 1er tour (1/32) K. Knapp      |                            |                              |           |                              |
| 2016  |              |                             | 1er tour (1/64) I. Falconi       |                                  |                             |       |           |                               | 1er tour (1/32) L. Šafářová   |                            |                              |           |                              |
| 2017  |              | 1er tour (1/64) L. Chirico  |                                  | 1er tour (1/32) J. Larsson       |                             |       |           |                               |                               |                            |                              |           |                              |
| 2018  |              |                             |                                  |                                  |                             |       |           |                               | 1er tour (1/32) D. Cibulková  |                            |                              |           |                              |

Sous le résultat, l’ultime adversaire.

### En double dames
N.B. : le nom de la partenaire se trouve sous le résultat ; le nom des ultimes adversaires se trouve à droite.

## Parcours aux Masters

### En simple dames
| # | Date       | Nom de l'édition       | ($)       | Surface    | Résultat               | Ultime adversaire  | Score         |          |
| - | ---------- | ---------------------- | --------- | ---------- | ---------------------- | ------------------ | ------------- | -------- |
| 1 | 26/10/2010 | WTA Championships Doha | 4 550 000 | Dur (ext.) | Round Robin (défaite)  | Samantha Stosur    | 6-4, 6-4      | Parcours |
| 1 | 26/10/2010 | WTA Championships Doha | 4 550 000 | Dur (ext.) | Round Robin (défaite)  | Caroline Wozniacki | 3-6, 6-1, 6-1 | Parcours |
| 1 | 26/10/2010 | WTA Championships Doha | 4 550 000 | Dur (ext.) | Round Robin (victoire) | Elena Dementieva   | 6-4, 6-2      | Parcours |

### En double dames
| # | Date       | Nom de l'édition                   | ($)       | Surface    | Résultat   | Partenaire    | Ultimes adversaires          | Score    |          |
| - | ---------- | ---------------------------------- | --------- | ---------- | ---------- | ------------- | ---------------------------- | -------- | -------- |
| 1 | 06/11/2006 | Sony Ericsson Championships Madrid | 3 000 000 | Dur (int.) | 1/2 finale | Květa Peschke | Lisa Raymond Samantha Stosur | 6-1, 6-4 | Parcours |

## Parcours aux Jeux olympiques

### En simple dames
| # | Date       | Nom de l'olympiade             | Surface      | Résultat       | Ultime adversaire | Score     |          |
| - | ---------- | ------------------------------ | ------------ | -------------- | ----------------- | --------- | -------- |
| 1 | 15/08/2004 | Olympic Tennis Event Athènes   | Dur (ext.)   | 1/4 de finale  | Anastasia Myskina | 6-1, 6-2  | Parcours |
| 2 | 11/08/2008 | Olympic Games Pékin            | Dur (ext.)   | 3e tour (1/8)  | Vera Zvonareva    | 7-64, 6-4 | Parcours |
| 3 | 28/07/2012 | Olympic Tennis Event Wimbledon | Gazon (ext.) | 2e tour (1/16) | Vera Zvonareva    | 6-3, 6-3  | Parcours |

### En double dames
| # | Date       | Nom de l'olympiade             | Surface      | Résultat      | Partenaire      | Ultimes adversaires                  | Score          |          |
| - | ---------- | ------------------------------ | ------------ | ------------- | --------------- | ------------------------------------ | -------------- | -------- |
| 1 | 15/08/2004 | Olympic Tennis Event Athènes   | Dur (ext.)   | 2e tour (1/8) | Silvia Farina   | Li Ting Sun Tiantian                 | 6-1, 7-61      | Parcours |
| 2 | 11/08/2008 | Olympic Games Pékin            | Dur (ext.)   | 1/4 de finale | Flavia Pennetta | Alona Bondarenko Kateryna Bondarenko | 6-1, 3-6, 7-5  | Parcours |
| 3 | 28/07/2012 | Olympic Tennis Event Wimbledon | Gazon (ext.) | 2e tour (1/8) | Flavia Pennetta | Chuang Chia-Jung Hsieh Su-Wei        | 6-73, 7-5, 6-4 | Parcours |

## Parcours en Fed Cup
| #                                                                        | Date       | Lieu                              | Surface         | Gagnante(s)                       | Perdante(s)                         | Score              |          |
|                                                                          |            |                                   |                 |                                   |                                     |                    |          |
| 2002 - 1/2 finale (groupe mondial) - Slovaquie - Italie - 3 : 1          |            |                                   |                 |                                   |                                     |                    |          |
| 1                                                                        | 30/10/2002 | Grande Canarie                    | Dur (int.)      | Francesca Schiavone               | Daniela Hantuchová                  | 7-61, 6-1          | Parcours |
| 1                                                                        | 30/10/2002 | Grande Canarie                    | Dur (int.)      | Janette Husárová                  | Francesca Schiavone                 | 6-4, 6-4           | Parcours |
|                                                                          |            |                                   |                 |                                   |                                     |                    |          |
| 2003 - 1/4 de finale (groupe mondial) - États-Unis - Italie - 5 : 0      |            |                                   |                 |                                   |                                     |                    |          |
| 2                                                                        | 19/07/2003 | Washington                        | Dur (ext.)      | Meghann Shaughnessy               | Francesca Schiavone                 | 6-3, 6-4           | Parcours |
| 2                                                                        | 19/07/2003 | Washington                        | Dur (ext.)      | Chanda Rubin                      | Francesca Schiavone                 | 5-7, 6-4, 6-0      | Parcours |
|                                                                          |            |                                   |                 |                                   |                                     |                    |          |
| 2004 - 1er tour (groupe mondial) - Italie - République tchèque - 3 : 1   |            |                                   |                 |                                   |                                     |                    |          |
| 3                                                                        | 24/04/2004 | Lecce                             | Terre (ext.)    | Francesca Schiavone               | Barbora Strýcová                    | 5-7, 6-1, 6-0      | Parcours |
| 3                                                                        | 24/04/2004 | Lecce                             | Terre (ext.)    | Francesca Schiavone               | Klára Koukalová                     | 1-6, 6-2, 6-2      | Parcours |
| 3                                                                        | 24/04/2004 | Lecce                             | Terre (ext.)    | Libuše Průšová Nicole Vaidišová   | Silvia Farina Francesca Schiavone   | Non disputé        | Parcours |
|                                                                          |            |                                   |                 |                                   |                                     |                    |          |
| 2004 - 1/4 de finale (groupe mondial) - Italie - France - 2 : 3          |            |                                   |                 |                                   |                                     |                    |          |
| 4                                                                        | 10/07/2004 | Rimini                            | Terre (ext.)    | Mary Pierce                       | Francesca Schiavone                 | 6-3, 6-4           | Parcours |
| 4                                                                        | 10/07/2004 | Rimini                            | Terre (ext.)    | Amélie Mauresmo                   | Francesca Schiavone                 | 7-62, 6-2          | Parcours |
|                                                                          |            |                                   |                 |                                   |                                     |                    |          |
| 2005 - 1/4 de finale (groupe mondial) - Italie - Russie - 1 : 4          |            |                                   |                 |                                   |                                     |                    |          |
| 5                                                                        | 23/04/2005 | Brindisi                          | Terre (ext.)    | Francesca Schiavone               | Dinara Safina                       | 7-5, 6-3           | Parcours |
| 5                                                                        | 23/04/2005 | Brindisi                          | Terre (ext.)    | Elena Dementieva                  | Francesca Schiavone                 | 4-6, 7-62, 6-0     | Parcours |
|                                                                          |            |                                   |                 |                                   |                                     |                    |          |
| 2005 - Barrage (groupe mondial I) - République tchèque - Italie - 2 : 3  |            |                                   |                 |                                   |                                     |                    |          |
| 6                                                                        | 09/07/2005 |                                   | Moquette (int.) | Francesca Schiavone               | Květa Peschke                       | 6-4, 7-5           | Parcours |
| 6                                                                        | 09/07/2005 | Nicole Vaidišová                  | Moquette (int.) | Francesca Schiavone               | 6-2, 7-5                            |                    | Parcours |
| 6                                                                        | 09/07/2005 | Francesca Schiavone Roberta Vinci | Moquette (int.) | Květa Peschke Nicole Vaidišová    | 6-4, 6-4                            |                    | Parcours |
|                                                                          |            |                                   |                 |                                   |                                     |                    |          |
| 2006 - 1/4 de finale (groupe mondial) - France - Italie - 1 : 4          |            |                                   |                 |                                   |                                     |                    |          |
| 7                                                                        | 22/04/2006 | Nancy                             | Terre (int.)    | Francesca Schiavone               | Nathalie Dechy                      | 6-75, 6-3, 6-3     | Parcours |
| 7                                                                        | 22/04/2006 | Nancy                             | Terre (int.)    | Francesca Schiavone               | Amélie Mauresmo                     | 4-6, 7-64, 6-4     | Parcours |
|                                                                          |            |                                   |                 |                                   |                                     |                    |          |
| 2006 - 1/2 finale (groupe mondial) - Espagne - Italie - 1 : 3            |            |                                   |                 |                                   |                                     |                    |          |
| 8                                                                        | 15/07/2006 | Saragosse                         | Terre (ext.)    | Francesca Schiavone               | Lourdes Domínguez                   | 6-4, 7-5           | Parcours |
| 8                                                                        | 15/07/2006 | Saragosse                         | Terre (ext.)    | Anabel Medina                     | Francesca Schiavone                 | 6-2, 6-2           | Parcours |
|                                                                          |            |                                   |                 |                                   |                                     |                    |          |
| 2006 - Finale (groupe mondial) - Belgique - Italie - 2 : 3               |            |                                   |                 |                                   |                                     |                    |          |
| 9                                                                        | 16/09/2006 | Charleroi                         | Dur (int.)      | Francesca Schiavone               | Kirsten Flipkens                    | 6-1, 6-3           | Parcours |
| 9                                                                        | 16/09/2006 | Charleroi                         | Dur (int.)      | Justine Henin                     | Francesca Schiavone                 | 6-4, 7-5           | Parcours |
| 9                                                                        | 16/09/2006 | Charleroi                         | Dur (int.)      | Francesca Schiavone Roberta Vinci | Kirsten Flipkens Justine Henin      | 3-6, 6-2, 2-0, ab. | Parcours |
|                                                                          |            |                                   |                 |                                   |                                     |                    |          |
| 2007 - 1/2 finale (groupe mondial) - Italie - France - 3 : 2             |            |                                   |                 |                                   |                                     |                    |          |
| 10                                                                       | 14/07/2007 | Castellaneta Marina               | Terre (ext.)    | Francesca Schiavone               | Amélie Mauresmo                     | 7-5, 6-3           | Parcours |
| 10                                                                       | 14/07/2007 | Castellaneta Marina               | Terre (ext.)    | Francesca Schiavone               | Tatiana Golovin                     | 6-4, 2-6, 7-5      | Parcours |
| 10                                                                       | 14/07/2007 | Castellaneta Marina               | Terre (ext.)    | Francesca Schiavone Roberta Vinci | Séverine Beltrame Nathalie Dechy    | 4-6, 6-1, 6-2      | Parcours |
|                                                                          |            |                                   |                 |                                   |                                     |                    |          |
| 2007 - Finale (groupe mondial) - Russie - Italie - 4 : 0                 |            |                                   |                 |                                   |                                     |                    |          |
| 11                                                                       | 15/09/2007 | Moscou                            | Dur (int.)      | Anna Chakvetadze                  | Francesca Schiavone                 | 6-4, 4-6, 6-4      | Parcours |
| 11                                                                       | 15/09/2007 | Moscou                            | Dur (int.)      | Svetlana Kuznetsova               | Francesca Schiavone                 | 4-6, 7-67, 7-5     | Parcours |
|                                                                          |            |                                   |                 |                                   |                                     |                    |          |
| 2008 - 1/4 de finale (groupe mondial) - Italie - Espagne - 2 : 3         |            |                                   |                 |                                   |                                     |                    |          |
| 12                                                                       | 02/02/2008 | Naples                            | Dur (int.)      | Nuria Llagostera                  | Francesca Schiavone                 | 7-64, 3-6, 6-2     | Parcours |
| 12                                                                       | 02/02/2008 | Naples                            | Dur (int.)      | Anabel Medina                     | Francesca Schiavone                 | 6-4, 6-1           | Parcours |
|                                                                          |            |                                   |                 |                                   |                                     |                    |          |
| 2008 - Barrage (groupe mondial I) - Italie - Ukraine - 3 : 2             |            |                                   |                 |                                   |                                     |                    |          |
| 13                                                                       | 26/04/2008 | Olbia                             | Terre (ext.)    | Francesca Schiavone               | Mariya Koryttseva                   | 3-6, 7-60, 7-5     | Parcours |
| 13                                                                       | 26/04/2008 | Olbia                             | Terre (ext.)    | Francesca Schiavone               | Alona Bondarenko                    | 7-5, 6-3           | Parcours |
|                                                                          |            |                                   |                 |                                   |                                     |                    |          |
| 2009 - 1/4 de finale (groupe mondial) - France - Italie - 0 : 5          |            |                                   |                 |                                   |                                     |                    |          |
| 14                                                                       | 07/02/2009 | Orléans                           | Dur (int.)      | Francesca Schiavone               | Alizé Cornet                        | 6-1, 2-6, 8-6      | Parcours |
|                                                                          |            |                                   |                 |                                   |                                     |                    |          |
| 2009 - 1/2 finale (groupe mondial) - Italie - Russie - 4 : 1             |            |                                   |                 |                                   |                                     |                    |          |
| 15                                                                       | 25/04/2009 | Castellaneta Marina               | Terre (ext.)    | Francesca Schiavone               | Svetlana Kuznetsova                 | 1-6, 6-2, 6-3      | Parcours |
| 15                                                                       | 25/04/2009 | Castellaneta Marina               | Terre (ext.)    | Francesca Schiavone               | A. Pavlyuchenkova                   | 7-67, 4-6, 6-2     | Parcours |
|                                                                          |            |                                   |                 |                                   |                                     |                    |          |
| 2009 - Finale (groupe mondial) - Italie - États-Unis - 4 : 0             |            |                                   |                 |                                   |                                     |                    |          |
| 16                                                                       | 07/11/2009 | Reggio de Calabre                 | Terre (ext.)    | Francesca Schiavone               | Melanie Oudin                       | 7-62, 6-2          | Parcours |
| 16                                                                       | 07/11/2009 | Reggio de Calabre                 | Terre (ext.)    | Francesca Schiavone               | Alexa Glatch                        | Non disputé        | Parcours |
|                                                                          |            |                                   |                 |                                   |                                     |                    |          |
| 2010 - 1/4 de finale (groupe mondial) - Ukraine - Italie - 1 : 4         |            |                                   |                 |                                   |                                     |                    |          |
| 17                                                                       | 06/02/2010 | Kharkiv                           | Dur (int.)      | Alona Bondarenko                  | Francesca Schiavone                 | 6-1, 6-4           | Parcours |
| 17                                                                       | 06/02/2010 | Kharkiv                           | Dur (int.)      | Francesca Schiavone               | Kateryna Bondarenko                 | 2-6, 6-1, 6-1      | Parcours |
|                                                                          |            |                                   |                 |                                   |                                     |                    |          |
| 2010 - 1/2 finale (groupe mondial) - Italie - République tchèque - 5 : 0 |            |                                   |                 |                                   |                                     |                    |          |
| 18                                                                       | 24/04/2010 | Rome                              | Terre (ext.)    | Francesca Schiavone               | Lucie Šafářová                      | 6-0, 6-2           | Parcours |
| 18                                                                       | 24/04/2010 | Rome                              | Terre (ext.)    | Sara Errani Francesca Schiavone   | Lucie Hradecká Květa Peschke        | 6-2, 6-4           | Parcours |
|                                                                          |            |                                   |                 |                                   |                                     |                    |          |
| 2010 - Finale (groupe mondial) - États-Unis - Italie - 1 : 3             |            |                                   |                 |                                   |                                     |                    |          |
| 19                                                                       | 06/11/2010 | San Diego                         | Dur (int.)      | Francesca Schiavone               | Coco Vandeweghe                     | 6-2, 6-4           | Parcours |
| 19                                                                       | 06/11/2010 | San Diego                         | Dur (int.)      | Melanie Oudin                     | Francesca Schiavone                 | 6-3, 6-1           | Parcours |
|                                                                          |            |                                   |                 |                                   |                                     |                    |          |
| 2011 - 1/4 de finale (groupe mondial) - Australie - Italie - 1 : 4       |            |                                   |                 |                                   |                                     |                    |          |
| 20                                                                       | 05/02/2011 | Hobart                            | Dur (ext.)      | Jarmila Gajdošová                 | Francesca Schiavone                 | 6-74, 6-3, 6-3     | Parcours |
| 20                                                                       | 05/02/2011 | Hobart                            | Dur (ext.)      | Francesca Schiavone               | Samantha Stosur                     | 7-61, 3-6, 7-5     | Parcours |
|                                                                          |            |                                   |                 |                                   |                                     |                    |          |
| 2012 - 1er tour (groupe mondial) - Italie - Ukraine - 3 : 2              |            |                                   |                 |                                   |                                     |                    |          |
| 21                                                                       | 04/02/2012 | Biella                            | Terre (int.)    | Lesia Tsurenko                    | Francesca Schiavone                 | 6-1, 6-2           | Parcours |
| 21                                                                       | 04/02/2012 | Biella                            | Terre (int.)    | Francesca Schiavone               | Kateryna Bondarenko                 | 6-76, 7-5, 6-4     | Parcours |
|                                                                          |            |                                   |                 |                                   |                                     |                    |          |
| 2012 - 1/2 finale (groupe mondial) - République tchèque - Italie - 4 : 1 |            |                                   |                 |                                   |                                     |                    |          |
| 22                                                                       | 21/04/2012 | Ostrava                           | Dur (int.)      | Lucie Šafářová                    | Francesca Schiavone                 | 7-63, 6-1          | Parcours |
| 22                                                                       | 21/04/2012 | Ostrava                           | Dur (int.)      | Petra Kvitová                     | Francesca Schiavone                 | 6-4, 7-61          | Parcours |
|                                                                          |            |                                   |                 |                                   |                                     |                    |          |
| 2013 - 1/2 finale (groupe mondial) - Italie - République tchèque - 3 : 1 |            |                                   |                 |                                   |                                     |                    |          |
| 23                                                                       | 20/04/2013 | Palerme                           | Terre (ext.)    | Andrea Hlaváčková Lucie Hradecká  | Flavia Pennetta Francesca Schiavone | Non disputé        | Parcours |
|                                                                          |            |                                   |                 |                                   |                                     |                    |          |
| 2016 - Barrage (groupe mondial I) - Espagne - Italie - 4 : 0             |            |                                   |                 |                                   |                                     |                    |          |
| 24                                                                       | 16/04/2016 | Lérida                            | Terre (ext.)    | Garbiñe Muguruza                  | Francesca Schiavone                 | 7-64, 6-0          | Parcours |
| 24                                                                       | 16/04/2016 | Lérida                            | Terre (ext.)    | Carla Suárez Navarro              | Francesca Schiavone                 | Non joué           | Parcours |
| 24                                                                       | 16/04/2016 | Lérida                            | Terre (ext.)    | Anabel Medina Sara Sorribes Tormo | Karin Knapp Francesca Schiavone     | 1-1, ab.           | Parcours |
|                                                                          |            |                                   |                 |                                   |                                     |                    |          |
| 2017 - 1er tour (groupe mondial II) - Italie - Slovaquie : 2 - 3         |            |                                   |                 |                                   |                                     |                    |          |
| 25                                                                       | 11/02/2017 | Forlì                             | Terre (int.)    | Francesca Schiavone               | Anna Karolína Schmiedlová           | 6-3, 6-1           | Parcours |
| 25                                                                       | 11/02/2017 | Forlì                             | Terre (int.)    | Rebecca Šramková                  | Francesca Schiavone                 | 6-2, 6-4           | Parcours |

## Classements WTA en fin de saison
| Année          | 1996 | 1997 | 1998 | 1999 | 2000 | 2001 | 2002 | 2003 | 2004 | 2005 | 2006 | 2007 | 2008 | 2009 | 2010 | 2011 | 2012 | 2013 | 2014 | 2015 | 2016 | 2017 |
| Rang en simple | 945  | 496  | 295  | 184  | 80   | 31   | 41   | 20   | 19   | 13   | 15   | 25   | 30   | 17   | 7    | 11   | 35   | 42   | 82   | 121  | 100  | 90   |
| Rang en double | 701  | 827  | 383  | 334  | 427  | 121  | 143  | 77   | 40   | 34   | 9    | 48   | 32   | 19   | 43   | 131  | 51   | 100  | 144  | 170  | 430  | 163  |

Source : (en) Classements de Francesca Schiavone sur le site officiel de la Fédération internationale de tennis